# Alessandro Cardelli
Alessandro Cardelli (ur. 7 maja 1991 w Cesenie) – sanmaryński polityk i prawnik, parlamentarzysta, od 1 października 2020 do 1 kwietnia 2021 kapitan regent San Marino wraz z Mirko Dolcinim.

## Życiorys
Wychowywał się w Borgo Maggiore. W 2015 ukończył studia prawnicze na rzymskiej uczelni Libera Università Internazionale degli Studi Sociali Guido Carli. Uzyskał uprawnienia notariusza i od 2018 praktykował w tym zawodzie. W wieku 18 lat wstąpił do Chrześcijańsko-Demokratycznej Partii San Marino, należał do władz jej młodzieżówki. W 2012, 2016 i 2019 wybierano go posłem do Wielkiej Rady Generalnej. W 2012 został najmłodszym parlamentarzystą w historii kraju, zaś w kadencji 2016–2019 objął przywództwo we frakcji parlamentarnej. 22 września 2020 wybrany na jednego z dwóch kapitanów regentów San Marino na półroczną kadencję rozpoczynającą się z dniem 1 października 2020.